# Kalter Markt (Ellwangen)

Kalter Markt Festumzug

Der Kalte Markt im ostwürttembergischen Ellwangen ist ein Markt, der jedes Jahr im Januar abgehalten wird. In der Vergangenheit war er ein für die Region wichtiger Vieh- und Pferdemarkt. Die älteste erhaltene urkundliche Erwähnung stammt aus dem Jahr 1370, der Markt gilt als noch älter. Heute finden anlässlich des Kalten Markts unter anderem eine Pferdeprämierung, ein Reiterumzug, eine Verkaufsmesse, ein Krämermarkt und die sogenannte Bauernkundgebung statt.

## Ursprung des Marktes
Im Jahre 764 gründeten die beiden Brüder Hariolf und Erlolf im Tal der Jagst das Kloster Ellwangen und brachten die Reliquien der kappadokischen Pferdezüchter und Heiligen Speusippus, Eleusippus und Meleusippus nach Ellwangen. Diese wurden in der Bevölkerung als Pferdeheilige verehrt. Aus dieser Verehrung heraus entwickelte sich Ellwangen zum Treffpunkt für Pferdehändler und Kaufinteressenten. Im Ellwanger Lehensbuch A von 1370 wird ein Kalter Meßtag erwähnt, der am 17. Januar abgehalten wurde. Der 17. Januar war der Gedenktag der heiligen Drillinge, zudem war er Gedenktag des heiligen Antonius, weshalb der Markt auch als Antoniusmarkt bezeichnet wurde. Im 17. Jahrhundert wurde der Kalte Markt auf den Montag nach dem Dreikönigstag verlegt. Der Name Kalter Markt rührt von den im Januar meist herrschenden Temperaturen. Bis in die 1970er Jahre wurde am Kalten Markt mit Pferden gehandelt.
Laut einer Oberamtsbeschreibung aus dem späten 19. Jahrhundert waren die Bauern aus der Umgebung von Ellwangen bekannt für die Nachzucht „von vorzüglich leistungsfähigen harten Führochsen“, aber auch von Mastochsen. Pferde verkauften die Ellwanger Bauern im Alter von einem bis drei Jahren, sie behielten nur einige Stutfohlen für die Weiterzucht. Auf dem Kalten Markt wurden 1626 rund 300 Pferde zum Verkauf angeboten, 1628 waren es 190 und 1630 nur noch 119. Zwischen 1789 und 1798 konnten durchschnittlich 486 Pferde und 92 Ochsen verkauft werden. Im Jahre 1798 trieb man 956 Pferde zum Markt, von denen 409 einen Käufer fanden.
1881 wurden 1073 Pferde, 680 Ochsen, 401 Stiere, 431 Kühe und 419 Kälber auf dem Kalten Markt angeboten. Für den Abtransport der verkauften Tiere waren 58 Eisenbahnwaggons notwendig.
Die Viehmärkte wurden in der Langen Straße (heute Marienstraße) und der Spitalstraße abgehalten. Dort standen Ochsen und Kühe in zwei Reihen, mit den Köpfen zur Straßenmitte. Die beiden Straßen waren während des Marktes für Fahrzeuge unpassierbar, die Fenster der Häuser konnten wegen des Gestanks nicht geöffnet werden. Der Schweinemarkt befand sich in der Gasse hinter dem „Schwarzen Adler“, der Hunde- und Geflügelmarkt auf dem heutigen Karl-Wöhr-Platz.
Nach dem Ersten Weltkrieg wurde der Kalte Markt erst 1921 wieder abgehalten und durch die Prämierung von Fohlen und Gespannen sowie eine Ausstellung von landwirtschaftlichen Geräten neu belebt. Den Viehmarkt verlegte man 1935/1936 auf den Oberen Brühl, von 1961 an fand er auf dem Schießwasen statt.

## Der Kalte Markt heute

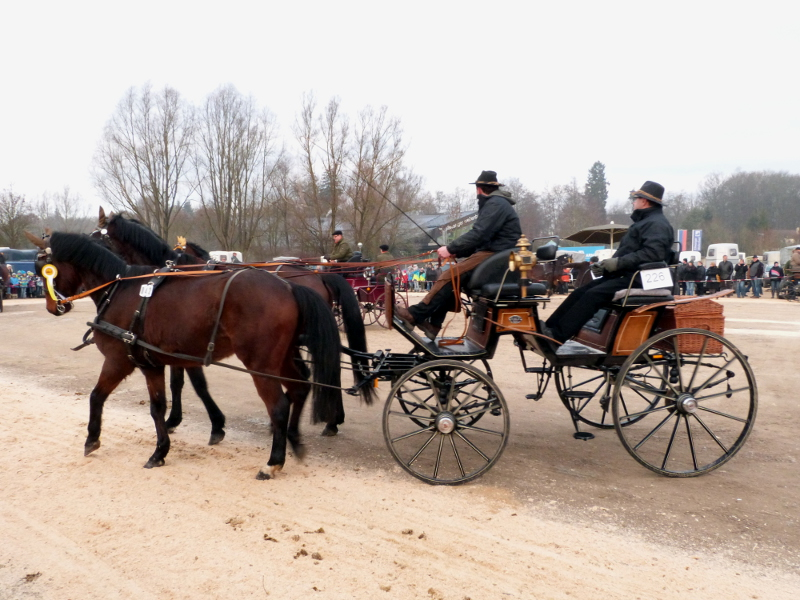
Gespann auf dem Kalten Markt 2014

Am Sonntag nach Dreikönig beginnt der Kalte Markt mit einer festlichen Reitermesse in der Basilika St. Vitus.
Am darauffolgenden Montag findet mit der Pferdeprämierung und dem nachfolgenden Festumzug durch die Stadt eines der zentralen Elemente des Marktes statt.
Prämiert wurden bis 2013 nur drei- und vierjährige Jungstuten sowie trächtige Stuten, die zwischen fünf und zehn Jahre alt sein durften. Seit 2014 können auch ältere Stuten teilnehmen, die nicht trächtig sein müssen. Es sind alle Rassen, Warmblüter, Kaltblüter und Kleinpferde zur Prämierung zugelassen. Bereichert wird die Prämierung noch durch Gespanne. Bis zu 400 Pferde und Gespanne werden so prämiert.
Die traditionelle „Bauernkundgebung“ ist eine Versammlung der Landwirte aus der Region, zu der ein Redner eingeladen wird. Abgeschlossen wird das Fest am Mittwoch mit einem Krämermarkt in der gesamten Innenstadt von Ellwangen. Traditionell werden in den Gasthäusern zum Kalten Markt saure Kutteln serviert.

## Verkaufsmesse
An den Kalten Markt ist seit 2000 von Sonntag bis Mittwoch eine viertägige Pferdemesse mit Produkten und Geräten für die Landwirtschaft, Pferdehaltung und Pferdesport angeschlossen. Die Publikumsmesse umfasst rund 100 Aussteller auf einer Ausstellungsfläche von rund 10.000 m² in vier Messehallen mit Artikeln und Gerätschaften, die in der Landwirtschaft und von Pferdebesitzern benötigt werden.